# Тадвашкина, Надежда Лазаревна
Надежда Лазаревна Тадвашкина — доярка совхоза «Селенгинский» Селенгинского района Бурятской АССР, Герой Социалистического Труда, депутат Верховного Совета СССР.

## Биография
Родилась 22 апреля 1931 года в деревне Анга Ольхонского района Иркутской области. После окончания школы Надежда пошла работать чабаном в местный колхоз. 
За достигнутые успехи в работе Надежда Лазаревна была награждена Почётным знаком "Отличник социалистического соревнования сельского хозяйства РСФСР" и путевкой на ВДНХ.
В 1962 году Тадвашкина с семьей переехала в Бурятию. Здесь Надежда Лазаревна начала работала техником-осеминатором на ферме в совхозе «Селенгинский», а затем дояркой. Тадвашкина ввела в практику индивидуальное кормление коров, трехразовое доение. В результате чего надой молока с каждой коровы составил от 3325 кг в 1965 году, до 6002 кг – в 1972 году.
Указом Президиума Верховного Совета СССР от 8 апреля 1971 года Тадвашкина Надежда Лазаревна, за выдающиеся результаты работы в животноводстве, была удостоена звания Героя Социалистического труда. 
Избиралась делегатом ХIV съезда профессиональных союзов СССР, была членом Бурятского обкома КПСС, депутатом Верховного Совета СССР.
В начале 1990-х годов Надежда Тадвашкина вышла на пенсию и проживала в Улан-Удэ. Ушла из жизни 15 июля 2010 года.

## Награды и звания
- Герой Социалистического Труда
- Орден Ленина
- Орден Октябрьской Революции
- Орден «Знак Почета»
- 4 золотые, 2 серебряные медали ВДНХ
- звание "Мастер животноводства 1-го класса"

## Память
- В родной деревне Надежды Тадвашкиной Анге установлена памятная стела.